# ASIN (identifikator)
Amazonov standardni identifikacijski broj (engl. Amazon Standard Identification Number, ASIN) jedinstveni je alfanumerički kod koji se sastoji od 10 znakova, a dodjeljuje ga Amazon.com i njegovi partneri za potrebe identifikacije proizvoda unutar Amazonove organizacije. Sustav je osmislila 1996. godine Rebecca Allen, softverska inženjerka u Amazonu, kada je postalo jasno da će tvrtka proširiti svoju ponudu na proizvode izvan knjiga. Format s 10 znakova odabran je kako bi se postojeći Amazonovi sustavi i baze podataka, koji su bili prilagođeni radu s 10-znamenkastim međunarodnim standardnim knjižnim brojem (ISBN), mogli nastaviti koristiti bez potrebe za tehničkim prilagodbama.
Svaki proizvod na Amazon.com dobiva jedinstveni ASIN. Kod knjiga koje imaju desetoznamenkasti međunarodni standardni knjižni broj (ISBN), ASIN je jednak tom ISBN-u. Međutim, Kindle izdanje knjige ne koristi svoj ISBN kao ASIN, iako elektroničko izdanje može imati vlastiti ISBN. ASIN je također sastavni dio internetske adrese (URL-a) stranice s detaljima o proizvodu na Amazonovoj web-stranici.